# 大路博美
大路 博美（おおじ ひろみ、1929年 - 2011年2月18日）は、日本の法学者。九州国際大学（元・八幡大学）名誉教授。専門は民法（物権法）、契約法。福岡県出身。

## 略歴
- 1958年 八幡大学法経学部卒業。
- 1974年 八幡大学社会文化研究所研究員。[2]
- 1975年 八幡大学法経学部講師。以降助教授、教授を歴任。
- 1979年 専修大学大学院法学研究科博士課程修了。
- 2000年 九州国際大学退任、名誉教授。

## 著書
- 『法学 実定法秩序の理論』（大成出版社、1974年）村教三ほか共著
- 『アメリカ契約法と輸出入契約書』（大成出版社、1983年）共著
- 『民法 総則・物権』（大成出版社、1989年）共著
- 『法学入門 法律の生い立ち』（大成出版社、1991年）

他
```
CiNii 大路博美
```